# Ruth Wilson
Ruth Wilson MBE (n. 13 ianuarie 1982, Ashford⁠(d), Anglia, Regatul Unit) este o actriță britanică.
Este cunoscută pentru rolurile sale ca Alice Morgan în serialul BBC Luther și ca Alison Bailley în The Affair, difuzat de postul american Showtime. De asemenea, a apărut în filme precum Anna Karenina, The Lone Ranger și Saving Mr. Banks cu roluri secundare.
Din 2019, interpretează rolul Marisa Coulter în serialul fantastic Materiile întunecate, produs de BBC și HBO, rol pentru care a primit în 2020 precum BAFTA Cymru⁠(d) pentru cea mai bună actriță.
A câștigat premiul Globul de Aur pentru cea mai bună actriță într-un serial dramă pentru rolul din The Affair, precum și două premii Olivier pentru munca sa în teatru.